# Jiří Valenta
Jiří Valenta (ur. 14 lutego 1988) – czeski piłkarz występujący na pozycji ofensywnego pomocnika w niemieckim klubie Bischofswerdaer FV 08. Wychowanek Slavii Praga, w swojej karierze grał także w takich zespołach jak Baumit Jablonec, 1. FC Slovácko, FK Senica, Viktoria Žižkov, FK Mladá Boleslav, Szachtior Karaganda, MAS Táborsko, Fotbal Trzyniec oraz Motorlet Praga. Były młodzieżowy reprezentant Czech.